# دئوتراتد دی کلرومتان
دئوتراتد دی کلرومتان (به انگلیسی: Deuterated dichloromethane) با فرمول شیمیایی C2H2Cl2 یک ترکیب شیمیایی با شناسه پاب‌کم 24807 است. که جرم مولی آن ۸۶٫۹۴۵ گرم بر مول می‌باشد. 